# Groupama Arena
O Groupama Arena é um estádio multiúso em Budapeste, na Hungria e casa de Ferencváros TC. Com uma capacidade de 23.698, Groupama Arena é o segundo maior estádio da Hungria depois de Ferenc Puskás Stadium. O estádio está no chão de Albert Flórián Stadium, antigo estádio do clube, que foi demolido em 2013.

## História
Em 27 de março de 2013, a construção do novo estádio começou.
Em 10 de agosto de 2014,  Ferencváros jogou a partida de abertura contra o Chelsea FC. O primeiro golo no novo estádio foi marcado por Ferencváros Zoltán Gera aos 17 minutos. No entanto, na segunda metade Ramires (minuto 51) e  Fàbregas (81 minutos)marcaram os golos que resultou na derrota por 2-1 no novo estádio do time da casa.